# Бакеу
Бакеу (рум. Bacău) — місто на сході Румунії в румунській Молдові, поблизу впадіння Бистриці в Серет. Адміністративний центр повіту Бакеу. 210,469 тис. меш., з передмістями 248,214 тис. меш. (2002). Станом на 2011 рік населення складало 196,883 тис. чоловік.

## Назва
За однією з легенд, назва міста Бакеу походить від колишнього власника місцини, угорця «Бако», що тримав корчму на перехресті старих торгових доріг.
- Бакеу (рум. Bacău, [baˈkəw]) — румунська назва.
- Бакау (нім. Bakau) — німецька назва.
- Бако (угор. Bákó) — угорська назва.
- Баків, Баковський торг — українська назва (ст.-укр. Баковъ, Баковскии тръгъ)[1], [2].
- Баковія (лат. Bacovia) — латинська назва.

## Географія
Муніципалітет Бакеу розташований на північному-сході країни, в центрально-західній частині Молдови. Географічно місто розташоване на перетині меридіана 26° 55' східної довготи з паралеллю 46° 35' північної широти. Місто перетинають європейські дороги E85 і E574, які з'єднують Бухарест, північ країни і Трансільванію.

### Клімат
Азуга знаходиться у помірній зоні, котра характеризується вологим континентальним кліматом. Найтепліший місяць — липень з середньою температурою 20 °C (68 °F). Найхолодніший місяць — січень, з середньою температурою -2.2 °С (28 °F).
| Клімат Азуги            | Клімат Азуги | Клімат Азуги | Клімат Азуги | Клімат Азуги | Клімат Азуги | Клімат Азуги | Клімат Азуги | Клімат Азуги | Клімат Азуги | Клімат Азуги | Клімат Азуги | Клімат Азуги | Клімат Азуги |
| Показник                | Січ.         | Лют.         | Бер.         | Квіт.        | Трав.        | Черв.        | Лип.         | Серп.        | Вер.         | Жовт.        | Лист.        | Груд.        | Рік          |
| Абсолютний максимум, °C | 17           | 21           | 23           | 27           | 30           | 32           | 37           | 35           | 33           | 29           | 19           | 17           | 37           |
| Середній максимум, °C   | 0            | 1            | 7            | 14           | 20           | 23           | 25           | 25           | 21           | 14           | 6            | 2            | 13           |
| Середня температура, °C | −2           | −1           | 3            | 9            | 15           | 18           | 20           | 19           | 16           | 10           | 3            | 0            | 9            |
| Середній мінімум, °C    | −5           | −5           | 0            | 5            | 10           | 13           | 14           | 13           | 10           | 5            | 0            | −3           | 5            |
| Абсолютний мінімум, °C  | −27          | −23          | −20          | −6           | 0            | 3            | 6            | 1            | −2           | −7           | −12          | −20          | −27          |
| ----------------------- | ------------ | ------------ | ------------ | ------------ | ------------ | ------------ | ------------ | ------------ | ------------ | ------------ | ------------ | ------------ | ------------ |
| Джерело: Weatherbase    |              |              |              |              |              |              |              |              |              |              |              |              |              |

## Історія
У XV столітті Бакеу входило до складу Молдавського князівства. Місто згадується у статутній грамоті молдавського воєводи Олександра від 8 жовтня 1407 року, наданій львівським і подільським купцям, які мусили сплачувати тут мито. За пізнішими уточненими даними грамота була видана  1408 року. При вивезенні сукна до Бесарабь (так у грамоті називалося  князівство Валахія), купці повинні були сплачувати головне мито у Сучаві (Сочавѣ),  а крайнє мито – у Бакові (Баковѣ).
Наприкінці 14-го століття Бакеу було добре сформоване як міське поселення, одне з найуспішніших усій Молдові, що мало важливі військові та торгові переваги. Королівська резиденція часів Олександра Доброго.
Місто Бакеу було зайняте в листопаді 1467 року угорськими військами. Також Бакеу відоме своїм значенням у торгових відносинах між середньовічними: Молдовою, Трансільванією та Валахією, будучи митним пунктом.
У 1607 році Папа Павло V заснував єпархію Бакеу.
У зв’язку з демографічним та економічним зростанням Бакеу — 7 грудня 1929 року оголошено муніципалітетом.

## Економіка
Центр нафтового району і району лісорозробок. Деревообробний комбінат, целюлозно-паперова фабрика, виробництво нафтового устаткування, шкіряно-взуттєва, швейна, харчова (м'ясокомбінат, виробництво сухого молока, пивоварна і ін.), хімічна промисловість.

## Транспорт
Бакеу є міжнародний аеропорт, який має регулярні рейси як національні, так і європейські напрямки.

## Відомі люди
- Думітру Мазілу (* 1934) — румунський політик, юрист і дипломат.
- Валеріан Любенецький гербу Сас (1561, Дем'янка, тепер Жидачівський район — 1617?) — бернардин, єпископ РКЦ в Бакеу.[6]
- Станіслав Раймунд Єзерський — єпископ РКЦ в Бакеу[7]
- Нарцис Юстин Янау (* 1995) — румунський класичний співак.

## Зовнішні зв'язки
Міста-побратими:
- Петах-Тіква (з 2000 року)
- Блаж (з 2003 року)

## Світлини

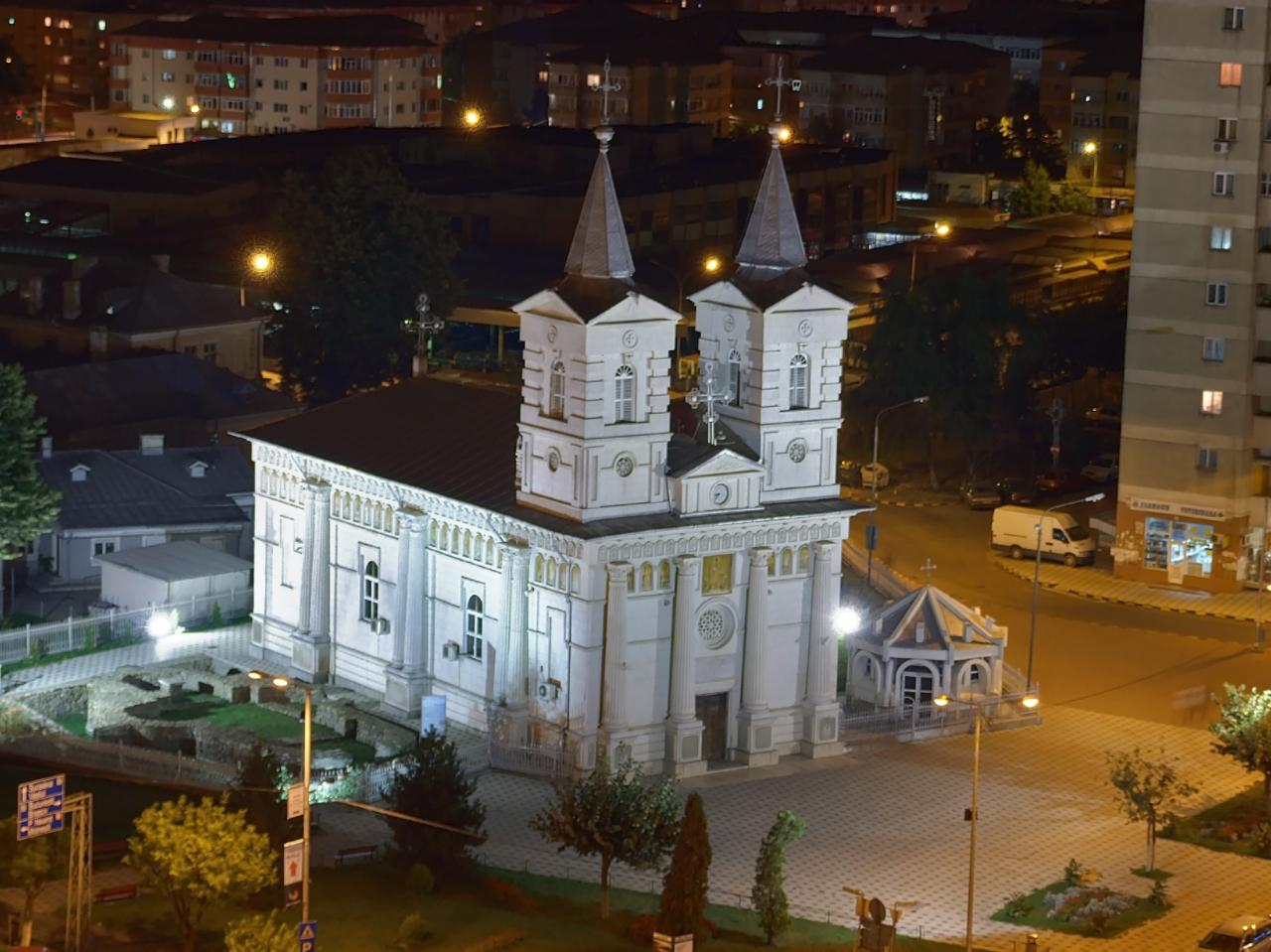
Православна церква Святого Миколая
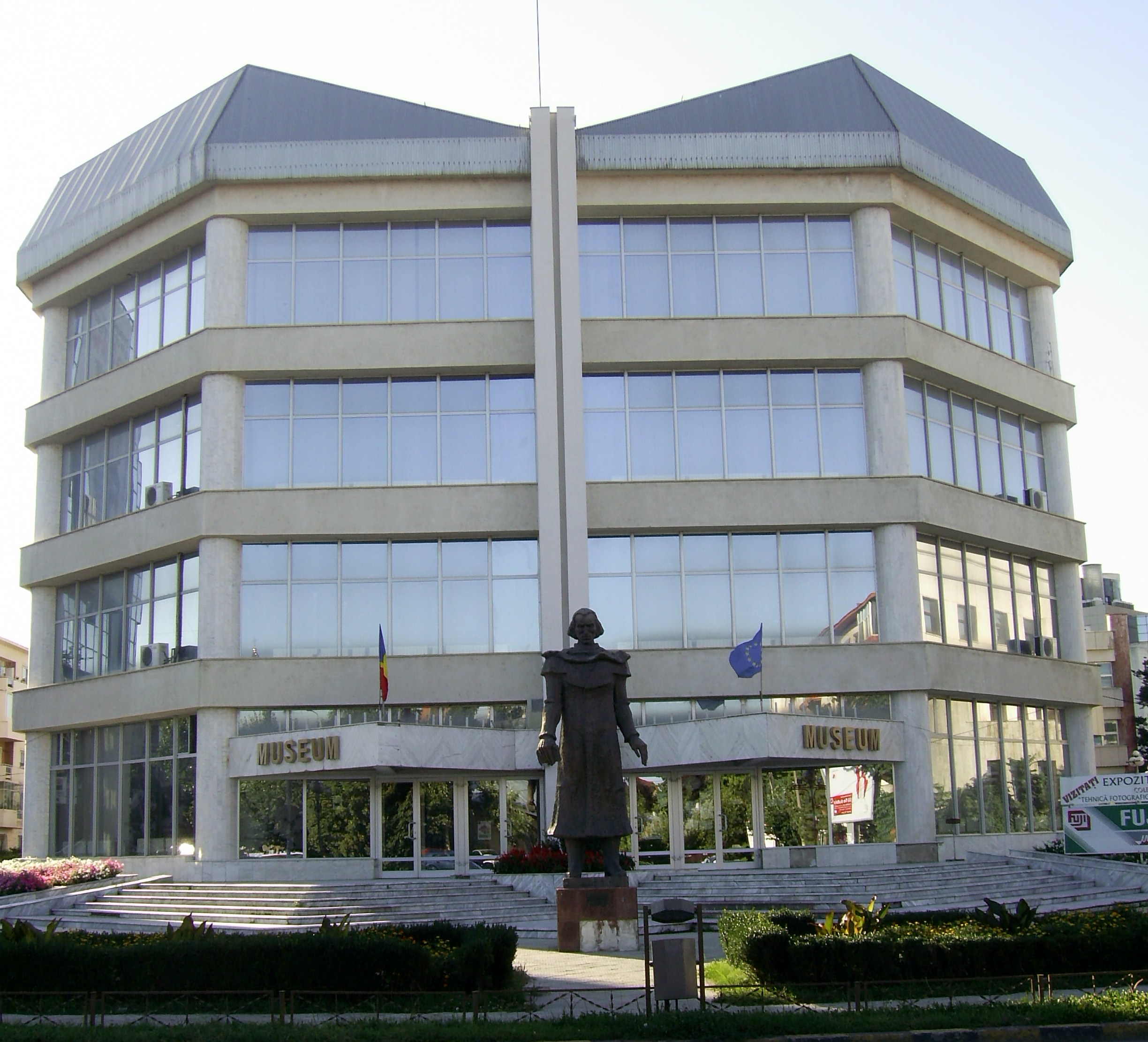
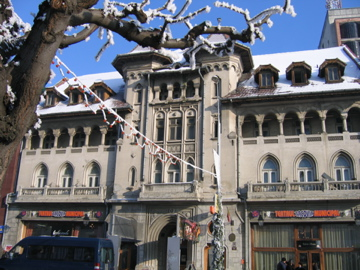
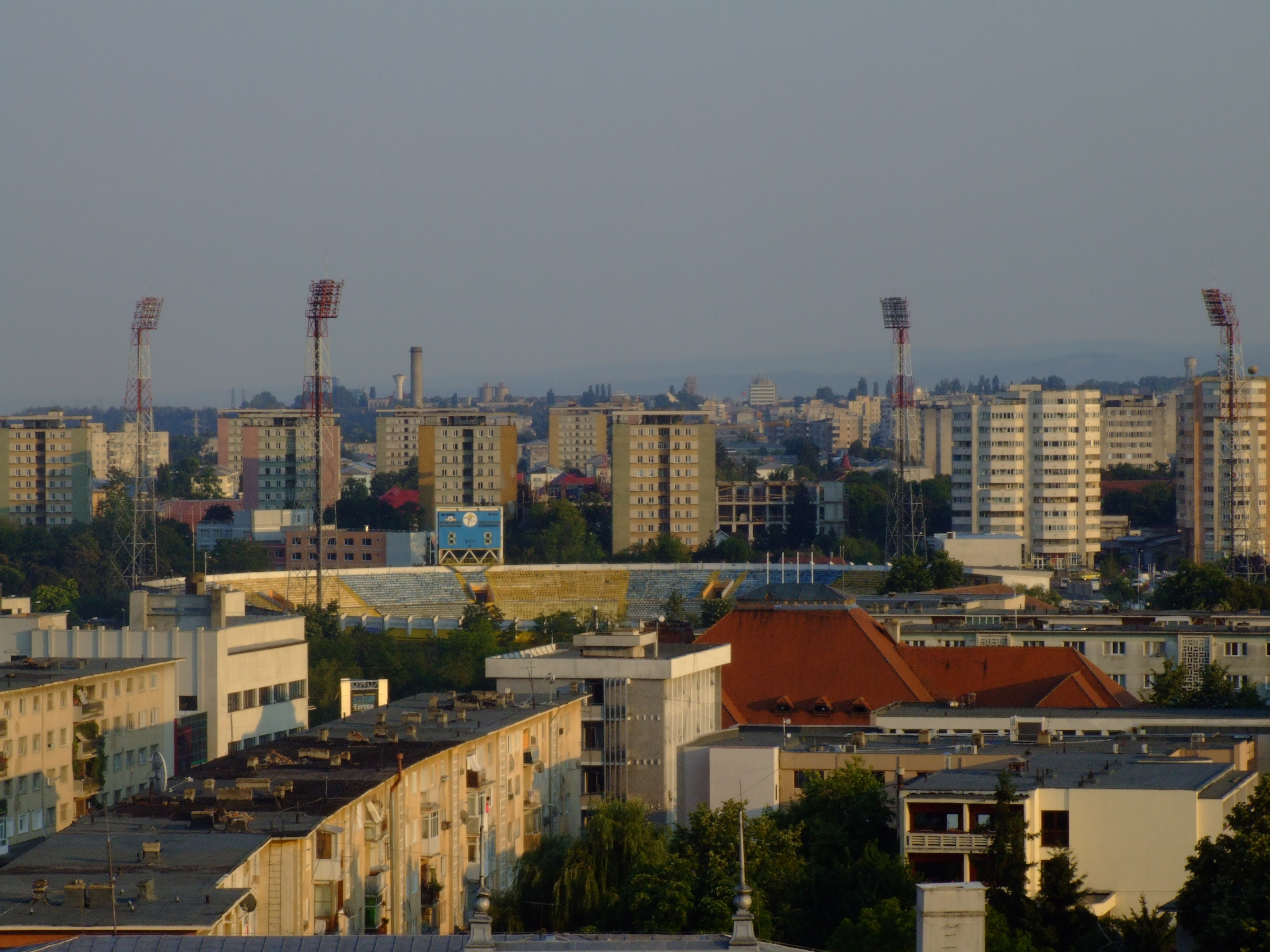
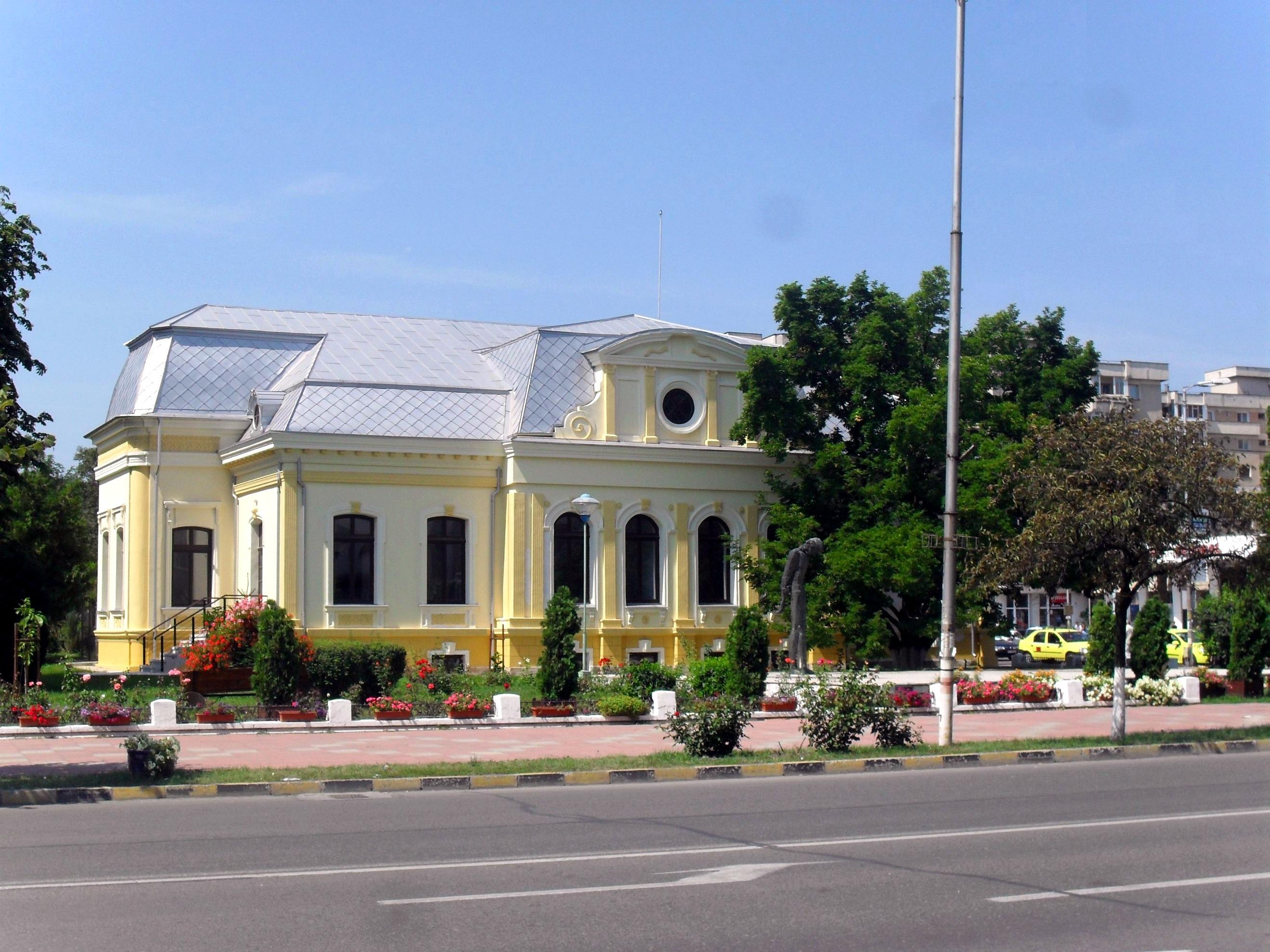
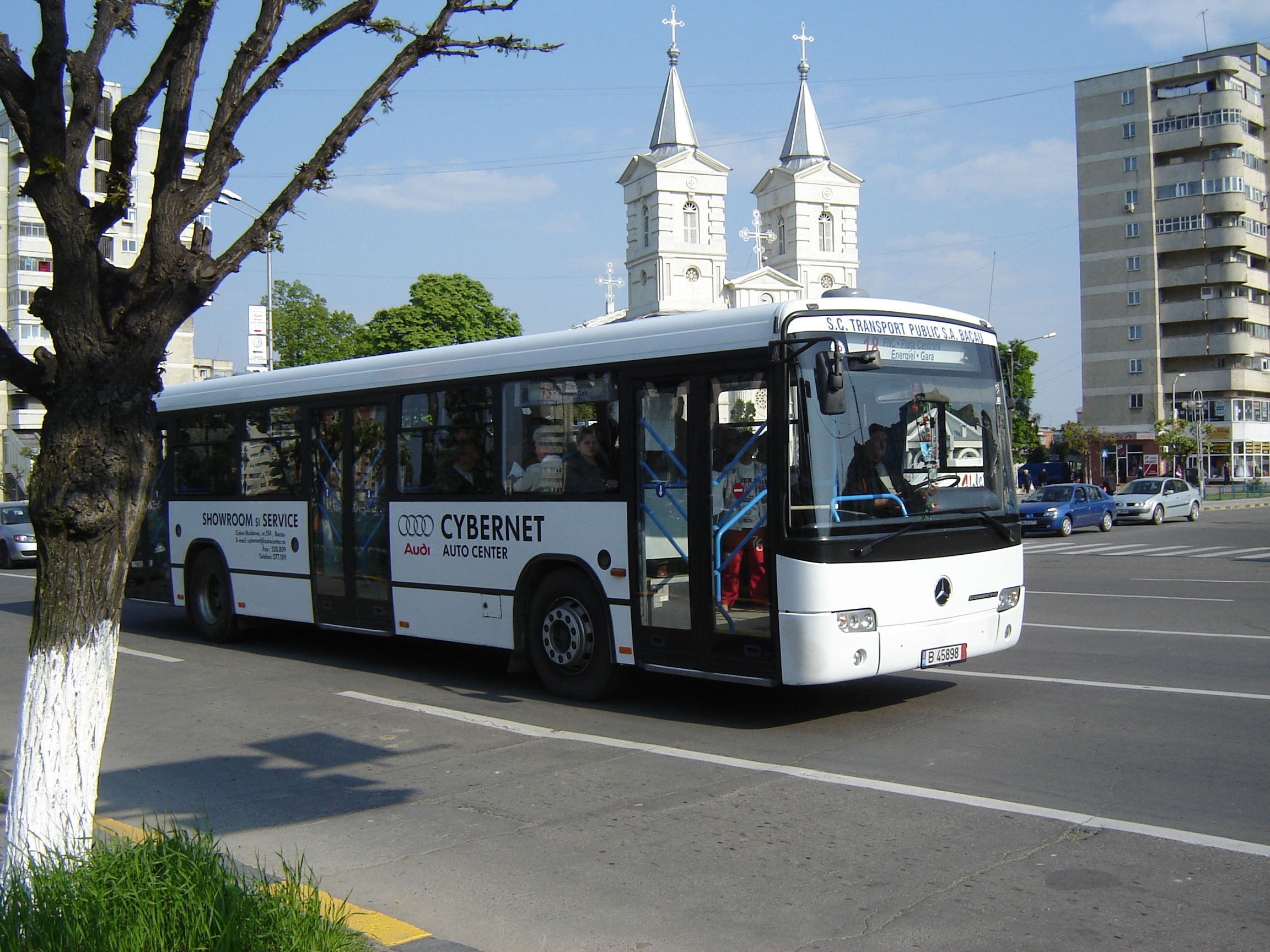
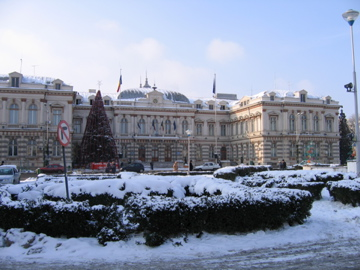
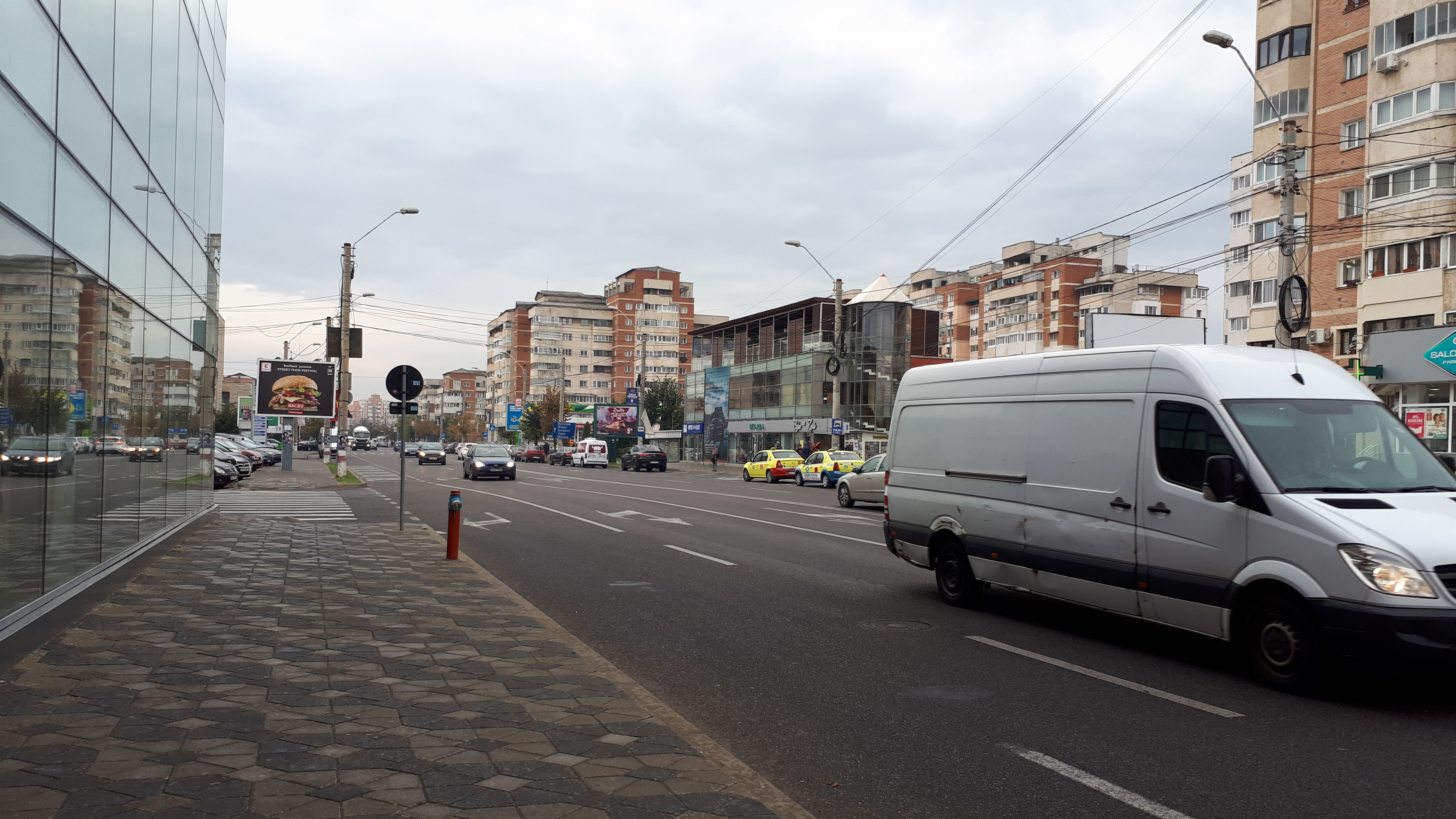